# 武赫利亞爾
48°01′34″N 38°03′36″E / 48.02611°N 38.06000°E
武赫利亞爾（烏克蘭語：Вугляр）是位於乌克兰東部的市級鎮，由顿涅茨克州顿涅茨克区的马基伊夫卡市镇負責管轄。
該鎮於1965年成為市級鎮，2018年人口為1087人，自2014年起由顿涅茨克人民共和國實際控制。

## 人口統計
根據 2001年烏克蘭人口普查，鎮民的母語分配如下：
- 乌克兰语：12.9%
- 俄语：87.0%
- 其他：0.1%